# Château du Maine
Château du Maine byl zámek na území Paříže ve 14. obvodu. Zámek byl postaven v 18. století, jeho poslední zbytky byly zbořeny v roce 1898. Po zámku nese svůj název Rue du Château.

## Poloha
Vchod do zámku se nacházel u domu č. 142 na Rue du Château. Jeho park se rozprostíral ve čtyřúhelníku mezi dnešní Rue du Château, Rue Didot, Rue Raymond-Losserand a Rue Pernety. Až do začátku 19. století byla na jeho místě zemědělská planina s mlýny a studnami, která tvořila jižní část obce Montrouge. Urbanizace tohoto území začala kolem roku 1840 parcelací ve čtvrti Plaisance připojené k Paříži v roce 1860.

## Historie
Prvním identifikovaným vlastníkem původní budovy postavené kolem roku 1730 byl Pierre Sauvage, důstojník v letech 1719 až 1740 v Monnaie de Paris. Vlastnictví domu přešlo v roce 1736 na Pierra Sauvage, věřitele Pierra Marse, bývalého prokurátora pařížského parlamentu.
Jeho syn Michel-Pierre Mars prodal panství v roce 1766 Elie-Catherine Fréron, která zde provedla rozšíření včetně malé kaple a zámku dala název „Fantaisie“. Tento malý zámek byl původně obklopen 12 ha půdy, kde stálo pět mlýnů. Panství prodal v roce 1778 Louis Marie Stanislas Fréron bankéři Charlesi de Puirieux, který zastupoval věřitele jeho otce.
Majitelé panství se střídali do roku 1818, kdy jej získal markýz Louis-Justin Talaru, který nechal zámek upravit a rozšířit, včetně výstavby hospodářských budov. V roce 1832 mu byl zámek zabaven jako národní majetek.
Obchodník s vínem Alexandre-Marie Coüesnon, který získal panství v roce 1842, pronajal hospodářské budovy na Rue du Château ústavu pro mladé dívky a část parku geografovi Jeanovi Léonovi Sanisovi. Coüesnon zde žil až do své smrti v roce 1857. Jeho syn Louis-Victor se rozhodl park rozdělit na stavební parcely a rozprodat. Tato operace však byla přerušena jeho smrtí v roce 1872. Jeho dcery, které zdědily zbytek starého panství, jej nechaly opuštěné, zámek zchátral a z parku se stalo neudržované území. V roce 1898 majetek prodaly společnosti Compagnie générale parisienne de tramways, která budovu zbourala a postavila zde vozovnu, která byla v provozu do roku 1938, kdy byly zrušeny pařížské tramvaje. Tyto budovy byly srovnány se zemí koncem 80. let.

## Popis
Nedochovalo se žádné zobrazení stavby, pouze její popis. Délka fasády byla 25 m, podlahová plocha 250 m2, což odpovídá 850 m2 obytné plochy pro přízemí a 3 podlaží, bez hospodářských budov a dvou pavilonů po obou stranách.